# Avante! (hino)
"Avante!" foi o hino da Ação Integralista Brasileira. Foi provavelmente composto e escrito pelo líder e fundador do partido, Plínio Salgado.